# Etymologisches Wörterbuch
Ein etymologisches Wörterbuch (vgl. Etymologie; von griechisch étymos „wahr“, und λόγος lógos „Wort“) gibt Auskunft sowohl über die Geschichte einzelner Wörter als auch über die von Morphemen (den kleinsten sprachlichen Einheiten, deren Bedeutung oder grammatische Funktion invariant ist). Es stellt die Etymologie dieser Wörter oder Wortteile dar, soweit sie bekannt ist. Mit Etymologie ist gemeint, dass einerseits die lautliche Entwicklung der sprachlichen Einheiten dargestellt wird, andererseits aber auch die Entwicklung ihrer Bedeutung.

## Weitere Informationen
Außer der Laut- und Bedeutungsentwicklung von Wörtern und Wortteilen enthalten die etymologischen Wörterbücher noch etliche weitere Informationen:
- Sie machen, soweit das möglich ist, Angaben dazu, seit wann ein Wort oder Wortteil in der betreffenden Sprache nachgewiesen werden kann. Diese Angaben werden nach Jahrhunderten gegeben; bei älterem Wortschatz findet man auch Hinweise auf die Sprachperiode, der eine Einheit entstammt, wenn genauere Daten nicht zu ermitteln sind.
- Sie geben vielfältige Hinweise darauf, in welchen verwandten Sprachen ein lautlich und bedeutungsmäßig ähnliches Wort belegt ist und welche genaue Form es da hat.
- In vielen Fällen weisen sie außerdem darauf hin, wann zu einem bestimmten Stichwort welche Ableitungen oder Komposita aufgekommen sind.
- In den neueren Bearbeitungen etymologischer Wörterbücher wird mehr und mehr auch den Fremdwörtern Aufmerksamkeit zuteil: In vielen Fällen stellen sie die Geschichte der Entlehnung einzelner Wörter und geben an, wann das betreffende Stichwort aus welcher anderen Sprache in die aufnehmende Sprache eingegangen ist. Elementare Informationen zur Herkunft von Lehnwörtern finden sich aber auch in Fremdwörterbüchern.
- Manche etymologischen Wörterbücher (z. B. Kluge 2002) enthalten zu den einzelnen Stichwörtern Literaturangaben, so dass bei Bedarf der Forschungslage nachgegangen werden kann.

## Statistische Erhebungen
Die Quantitative Linguistik versucht Sprachwandel mit dem Piotrowski-Gesetz zu erklären. Untersucht werden hierfür etymologische Wörterbücher nach Zeitpunkt und Ausmaß von Wortentstehungen und -übernahmen aus anderen Sprachen, so auch verschiedene etymologische Wörterbücher des Deutschen.

## Benutzbarkeit
Etymologische Wörterbücher erfassen nur einen relativ geringen Teil des Wortschatzes einer Sprache: Der Stichwortumfang der unten genannten Wörterbücher des Deutschen erreicht nur wenig mehr als 20000 (Pfeifer 1995); das sind weniger als 10 Prozent des Wortschatzes einer Sprache wie Deutsch oder Englisch. Grundinformationen zur Geschichte von Wörtern und Wortteilen kann man für das Deutsche darüber hinaus auch Duden. Deutsches Universalwörterbuch (2007) entnehmen.
Ein großes Problem ist trotz der langen Forschungstradition der Etymologie, dass die Angaben bei vielen Stichwörtern unsicher sind; das drückt sich vor allem darin aus, dass in verschiedenen etymologischen Wörterbüchern unterschiedliche Informationen zu ein und demselben Stichwort zu finden sind. Vor allem ältere etymologische Werke (vom Mittelalter bis zum Ende des 19. Jahrhunderts) sind hinsichtlich ihrer Angabe zur Wortherkunft heute nicht uneingeschränkt verlässlich.

## Liste etymologischer Wörterbücher nach Sprachen

### Reihen
- Leiden Indo-European Etymological Dictionary Series (IEED), seit 2005, nachfolgend zugeordnet
- Indogermanische Bibliothek, 4 Bände. 1908–1935, nachfolgend zugeordnet

### Indoeuropäische Sprachen
Ursprache
- George E. Dunkel: Lexikon der indogermanischen Partikeln und Pronominalstämme (LIPP). Carl Winter, Heidelberg 2014.
- Julius Pokorny: Indogermanisches etymologisches Wörterbuch (IEW). 2 Bände. A. Francke, Tübingen/Bern/München 1957/1969; Neudruck 2005.
- Helmut Rix: Lexikon der indogermanischen Verben. Die Wurzeln und ihre Primärstammbildungen (LIV²), 2. Auflage. Reichert Verlag, Wiesbaden 2001.
- Dagmar S. Wodtko, Britta Irslinger u. Carolin Schneider: Nomina im indogermanischen Lexikon (NIL). Carl Winter, Heidelberg 2008.

Einzelsprachen
- Jonny Cheung: Etymological dictionary of the Iranian verb. Brill, Leiden/Boston 2007, ISBN 978-90-04-15496-4 (= Leiden Indo-European Etymological Dictionary Series).
- Alwin Kloekhorst: Etymological dictionary of the Hittite inherited lexicon. Brill, Leiden/Boston 2008, ISBN 978-90-04-16092-7 (= Leiden Indo-European Etymological Dictionary Series).
- Hrach K. Martirosyan: Etymological dictionary of the Armenian inherited lexicon. Brill, Leiden/Boston 2009, ISBN 978-90-04-17337-8 (= Leiden Indo-European Etymological Dictionary Series).
- Ranko Matasović: Etymological dictionary of Proto-Celtic. Brill, Leiden/Boston 2009, ISBN 978-90-04-17336-1 (= Leiden Indo-European Etymological Dictionary Series).
- Manfred Mayrhofer: Etymologisches Wörterbuch des Altindoarischen (EWAia). 3 Bände. Carl Winter Universitätsverlag, Heidelberg 1992/1998/2001.
- Jaan Puhvel: Hittite etymological dictionary. 10 Bände. Mouton de Gruyter, Berlin 1984–.

### Germanische Sprachen

#### Etymologische Wörterbücher des Deutschen
- Duden-Redaktion: Duden, das Herkunftswörterbuch. Etymologie der deutschen Sprache. 5. Auflage. Band 7. Bibliographisches Institut (Dudenverlag), Berlin 2013, ISBN 978-3-411-04075-9.
- Ursula Hermann: Knaurs etymologisches Lexikon: 10000 Wörter unserer Gegenwartssprache; Herkunft und Geschichte. Droemer Knaur, München: 1982, ISBN 3-426-26074-3.
- Rolf Hiersche: Deutsches etymologisches Wörterbuch. Carl Winter Universitätsverlag, Heidelberg 1986–1990 (Loseblattsammlung: nur Buchstaben A–D). ISBN 3-533-03837-8.

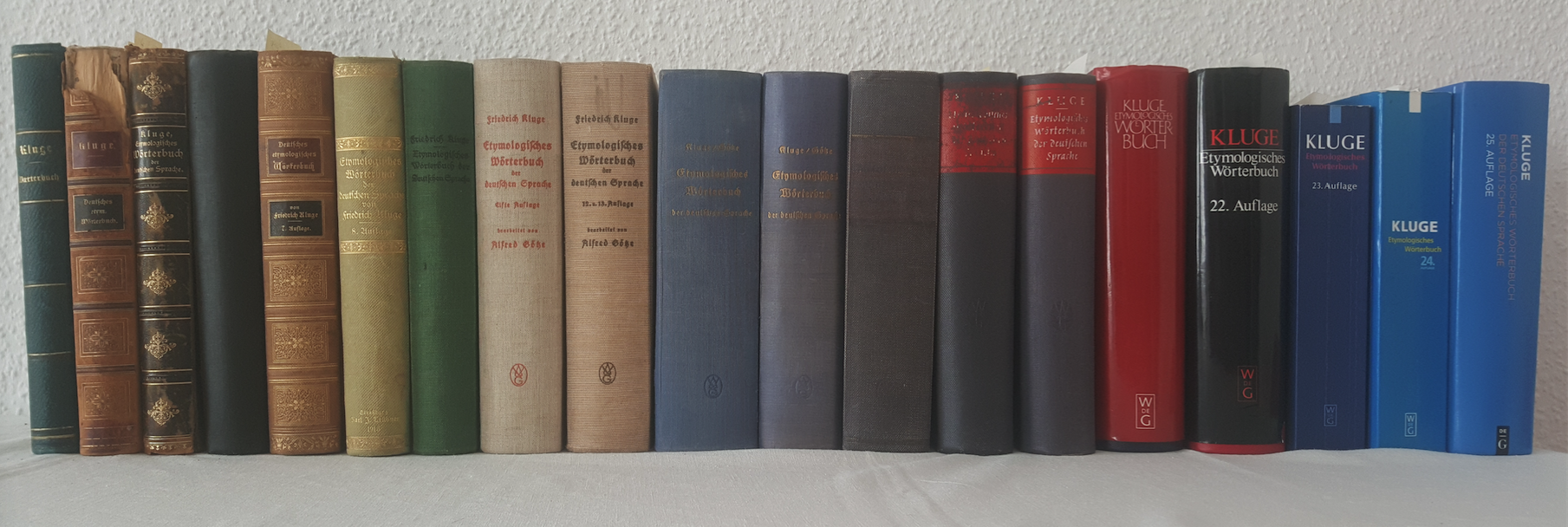
Ausgaben von Kluges Etymologischem Wörterbuch, 1883 bis 2011

- Friedrich Kluge: Etymologisches Wörterbuch der deutschen Sprache. Bearbeitet von Elmar Seebold. 25., durchgesehene und erweiterte Auflage. De Gruyter, Berlin / New York 2011, ISBN 978-3-11-022364-4.
- Sabine Krome (Herausgeber): Wahrig, Herkunftswörterbuch. 5. Auflage. Band 6. Wissenmedia, Gütersloh / München 2009, ISBN 978-3-577-07585-5 (Vorherige 4 Ausgaben herausgegeben von Ursula Hermann).
- Lutz Mackensen: Deutsche Etymologie. Ein Leitfaden durch die Geschichte des deutschen Wortes. Bremen 1962; Berlin/Darmstadt/Wien 1966.
- Wolfgang Pfeifer (Leitung): Etymologisches Wörterbuch des Deutschen. dtv, München 1995, ISBN 3-05-000626-9; 7. Auflage. 2004, ISBN 3-423-32511-9 (Digitale Fassung im DWDS).
- Albert L. Lloyd, Rosemarie Lühr (Herausgeber): Etymologisches Wörterbuch des Althochdeutschen (EWAhd). Vandenhoeck & Ruprecht, Göttingen et al., 1988– (Stand 2025: 8 Bände).
- Ernst Wasserzieher: Kleines etymologisches Wörterbuch der deutschen Sprache. Bibliographisches Institut Leipzig, 1975

#### Etymologische Fachwörterbücher des Deutschen
- Dietmar Bartz: Seemannssprache. Von Tampen, Pütz und Wanten. Delius Klasing Verlag, Bielefeld 2007, ISBN 978-3-7688-1933-6. 3. Auflage unter dem Titel Tampen, Pütz und Wanten. Die Seemannssprache. Marix-Verlag, Wiesbaden 2014, ISBN 978-3-86539-344-9. Etymologisches Wörterbuch.
- Helmut Genaust: Etymologisches Wörterbuch der botanischen Pflanzennamen. Basel und Stuttgart 1976; 3., völlig neu überarbeitete und erweiterte Ausgabe. Nikol Verlagsgesellschaft mbH & Co. KG, Hamburg 2012, ISBN 978-3-86820-149-9.
- Albrecht Greule: Deutsches Gewässernamenbuch: Etymologie der Gewässernamen und der zugehörigen Gebiets-, Siedlungs- und Flurnamen. De Gruyter, Berlin 2014.
- Friedrich Kluge: Seemannssprache. Wortgeschichtliches Handbuch deutscher Schifferausdrücke älterer und neuerer Zeit. Verlag der Buchhandlung des Waisenhauses, Halle a. d. Saale 1908. 2. Auflage. 1911, Nachdruck: Hain, Meisenheim 1973, ISBN 3-920307-10-0, Digitalisat.
- Carl Walter Schmidt: Etymologisches Wörterbuch der Naturwissenschaft und Medizin (= Veits Sammlung wissenschaftlicher Wörterbücher). Walter de Gruyter, Berlin 1923.
- Dietmar Urmes: Etymologisches Namenlexikon. Das Herkunftswörterbuch. Marix-Verlag, Wiesbaden 2006.
- Josef Karlmann Brechenmacher: Etymologisches Wörterbuch der Deutschen Familiennamen. (= 2., von Grund auf neugearbeitete Auflage von Deutsche Sippennamen. Ableitendes Wörterbuch der deutschen Familiennamen. 5 Bände, Görlitz 1936) 2 Bände. Starke, Limburg an der Lahn (1957)1960–1964; Neudruck 1985, ISBN 3-7980-0355-6.

#### Andere germanische Sprachen
Urgermanisch
- Guus Kroonen: Etymological Dictionary of Proto-Germanic. Brill, Leiden/Boston 2013, ISBN 978-90-04-18340-7 (= Leiden Indo-European Etymological Dictionary Series)
- Vladimir Orel: A Handbook of Germanic Etymology. Brill, Leiden 2003.
- Frank Heidermanns: Etymologisches Wörterbuch der germanischen Primäradjektive (EWgA). Walter de Gruyter, Berlin 1993.

Dänisch
- Jan Katlev (Hrsg.): Politikens Etymologisk Ordbog. Danske ords historie. Politikens Forlag, Kopenhagen 2000.

Englisch
- Robert K. Barnhart, Sol Steinmetz (Herausgeber): Barnhart Dictionary of Etymology. H. W. Wilson, Bronx (New York) 1988. Neudrucke unter Chambers Dictionary of Etymology.
- The Oxford Dictionary of English Etymology. Hrsg. v. C. T. Onions unter Mitarbeit von G. W. S. Friedrichsen und R. W. Burchfield. Oxford 1966, mehrere Nachdrucke.

Friesisch
- Dirk Boutkan, Sjoerd Michiel Siebinga: Old Frisian Etymological Dictionary. Brill, Leiden/Boston 2005, ISBN 978-90-04-14531-3 (= Leiden Indo-European Etymological Dictionary Series).

Isländisch
- Ásgeir Blöndal Magnússon: Íslensk orðsifjabók. Überarbeitete Auflage. Orðabók Háskólans, Reykjavík 1995.

Niederländisch
- Marlies Philippa u. a.: Etymologisch Woordenboek van het Nederlands (EWN). 3 Bände. Universitätsverlag Amsterdam, Amsterdam 2003–2009.

Norwegisch
- Alf Torp: Nynorsk etymologisk ordbok. Kristiania 1919 (mehrere Nachdrucke).

Schwedisch
- Birgitta Ernby: Norstedts etymologiska ordbok. Norstedts Förlag, Stockholm 2008.

### Lateinisch, romanische Sprachen
Lateinisch
- Michiel de Vaan: Etymological Dictionary of Latin and the other Italic Languages. Brill Academic Publishers, Leiden/Boston 2008, ISBN 978-90-04-16797-1.
- Alfred Ernout, Antoine Meillet: Dictionnaire étymologique de la langue latine. Histoire des mots (DELL), 4., überarbeitete Auflage. 2 Bände. Bearbeitet v. Jacques André. Klincksieck, Paris 1985 (4. Auflage 1959/1960; 1. Auflage 1932).
- Alois Walde: Lateinisches etymologisches Wörterbuch, 3. Auflage. Neubearbeitet von Johann Baptist Hofmann. 2 Bände, Carl Winter Universitätsverlag, Heidelberg 1938–1954 (= Indogermanische Bibliothek, 2. Reihe Wörterbücher Band 1). Registerband von Elsbeth Berger, 1956; Neudrucke ebenda 1965/72, 1982 und 2007/8.

Französisch
- Ernst Gamillscheg: Etymologisches Wörterbuch der französischen Sprache (EWfS). 2. Auflage. Universitätsverlag Carl Winter, Heidelberg 1969.
- Alain Rey (Herausgeber): Dictionnaire historique de la langue française (DHLF). 4. Auflage. 2 Bände. Le Robert, Paris 2016.
- Walther von Wartburg, Hans-Erich Keller (Herausgeber): Französisches etymologisches Wörterbuch. Eine Darstellung des galloromanischen Sprachschatzes (FEW). 25 Bände. R. G. Zbinden, Basel 1922–1967.

Italienisch
- Lessico Etimologico Italiano, 1979– (Stand 2025: 21 Bände)
- Manlio Cortelazzo, Paolo Zolli: Dizionario etimologico della lingua italiana (DELI²), 2. Auflage. Zanichelli, Bologna 1999 (1. Auflage in 5 Bände. 1979–1988).
- Alberto Nocentini: L’Etimologico. Vocabolario della lingua italiana. Unter Mitarbeit v. Alessandro Parenti. Mondadori, Mailand 2010.

Portugiesisch
- Antonio Geraldo da Cunha: Dicionário etimológico da língua portuguesa, 4. Auflage. Neubearbeitet v. Cláudio Mello Sobrinho. FAPERJ/Lexikon, Rio de Janeiro 2010 (1. Auflage 1982).

Sardisch
- Max Leopold Wagner: Dizionario etimologico sardo (DES). 2., von Giulio Paulis neubearbeitete Auflage. 2 Bände. Ilisso, Nuoro 2008 (1. Auflage in 3 Bänden, Winter, Heidelberg 1960–1964)

Spanisch
- Joan Corominas: Breve diccionario etimológico de la lengua castellana (BDELC), 3. Auflage. Gredos, Madrid 1973.
- Joan Corominas: Diccionario crítico etimológico castellano e hispánico (DCECH). 6 Bände. Gredos, Madrid 1980–1991.
- Guido Gómez de Silva: Elsevier’s concise Spanish etymological dictionary. Elsevier Sciences, Amsterdam/New York 1985.

### Griechisch
Altgriechisch
- Hjalmar Frisk: Griechisches etymologisches Wörterbuch (GEW). 3 Bände. Carl Winter, Heidelberg 1960–1972; Neudruck ebenda 1973 (= Indogermanische Bibliothek, II. Reihe).
- Pierre Chantraine: Dictionnaire étymologique de la langue grecque. Histoire des mots. 2., überarbeitete Auflage. 2 Bände. Bearbeitet von Jean Taillardat, Olivier Masson, Jean-Louis Perpillou. Klincksieck, Paris 2009 (2. Auflage 1994; 1. Auflage. 1968–80 in 4 Bänden).
- Robert S. P. Beekes: Etymological Dictionary of Greek. 2 Bände. Brill, Leiden/Boston 2010, ISBN 978-90-04-17418-4 (= Leiden Indo-European Etymological Dictionary Series).
- Rafał Rosół: Frühe semitische Lehnwörter im Griechischen. Peter Lang, Frankfurt 2013.

Neugriechisch
- Georgios Babiniotis: Ετυµολογικό λεξικό της νέας ελληνικής γλώσσας [„Etymologisch Wörterbuch des Neugriechisches“]. 2 Bände. Κέντρο λεξικογραφίας, Athen 2010.

### Slawische Sprachen
- Ernst Berneker: Slavisches etymologisches Wörterbuch Band I (A–L).  Carl Winter, Heidelberg 1908–1913 (= Indogermanische Bibliothek, 2. Reihe Wörterbücher Band 2)
- France Bezlajv: Etimološki slovar slovenskega jezika. 5 Bände,  Slovenska akademija znanosti in umetnosti, Ljubljana 1976–2007
- Alexander Brückner: Słownik etymologiczny języka polskiego. Wiedza Powszechna, Warschau 1985 (1. Auflage 1927)
- Rick Derksen: Etymological Dictionary of the Slavic Inherited Lexicon. Brill, Leiden 2008 (=Leiden Indo-European Etymological Dictionary Series)
- Etymologický slovník jazyka staroslověnského (ESJS). 19 Lieferungen, Academia, Tribun EU, Prag 1989–2018
- Wladimir Georgiew et al.: Bălgarski etimologičen rečnik (BER). 8 Bände, Bălgarskata Akademija na Naukite. Sofia 1971–2017
- Alemko Gluhak: Hrvatski etimološki rječnik. August Cesarec, Zagreb 1993
- Josed Holub, Stanislaw Lyer: Stručný etymologicý slovník jazyka českého. 2. Auflage, Státní pedagogicé nakladatelství, Prag 1978 (1. Auflage 1952)
- Ladislaw Hosák, Rudolf Šrámek: Místní jména na Moravě a ve Slezsku. 2 Bände. 1970–1980
- Stefan Ilčev: Rečnik na ličnite i familni imena u Bălgarite. Izdatelstvo na Bălgarskata Akademija na naukite, Sofia 1969
- Olga Ivanovna: Rečnik na toponimite vo oblasta po slivot na Bregalnica. Institut za makedonski jazik „Krste Misirkov“, Skopje 1996
- Aleksandar Loma, 2003–2006: Dictionnaire étymologique de la langue serbe. Srpska akademija nauka i umetnosti, Belgrad 2003–2006, nicht abgeschlossen
- Ivan Lutterer et al.: Původ zeměpisných jmen. Mladá Fronta, Prag 1971
- Václav Machek: Etymologický slovník jazyka českého. Academia, Prag 1971
- Olexander Melnychuk: Etymolohìčnyj slovnyk ukrajins’koji movy. 6 Bände, Naukova Dumka, Kiev 1982–2012
- Franz Miklosich: Etymologisches Wörterbuch der slavischen Sprachen. Wilhelm Braumüller, Wien 1886
- Stefan Mladenov: Etimologičeski i pravopisen rečnik na bălgarski ezik. Sofia 1941
- Vladimir Orel: Russian Etymological Dictionary. 4 Bände, Octavia Press/Theophania Publishing, Calgary (Kanada) 2007–2011
- Evgenii Mikhailovich Pospelov: Školʼnyj toponimičeskij slovar’. Prosveščenije, Moskau 1988
- Evgenii Mikhailovich Pospelov: Geografičeskije nazvanija mira. Toponimičeskij slovar’. Russkije slovari, Astrel, AST, Moskau 2002
- Jiří Rejzek: Český etymologický slovník. Leda, Prag 2001
- Heinz Schuster-Šewc: Historisch-etymologisches Wörterbuch der ober- und niedersorbischen Sprache. Domowina, Bautzen 1985–1988
- Petar Skok: Etimologijski rječnik hrvatskoga ili srpskoga jezika. 4 Bände, Jugoslavenska akademija znanosti i umjetnosti, Zagreb 1971–1974
- Vladimír Šmilauer: Handbuch der slavischen Toponomastik. Academia, Prag 1970
- Max Vasmer Russisches etymologisches Wörterbuch. Carl Winter, Heidelberg 1953–1958

### Baltische Sprachen
- Rick Derksen: Etymological dictionary of the Baltic inherited lexicon. Brill, Leiden/Boston 2014. ISBN 978-90-04-27898-1 (=Leiden Indo-European Etymological Dictionary Series)
- Ernst Fraenkel u. a.: Litauisches etymologisches Wörterbuch (LitEW). I–II. Universitätsverlag Carl Winter, Heidelberg; Vandenhoeck & Ruprecht, Göttingen 1962/1965.
- Wolfgang Hock u. a.: Altlitauisches etymologisches Wörterburch (ALEW). 3 Bände. Baar Verlag, Hamburg 2015.
- Konstantīns Karulis: Latviešu etimoloģijas vārdnīca. Avots, Riga 1992.

### Mehrere Sprachen
- Karl Lokotsch: Etymologisches Wörterbuch der europäischen (germanischen, romanischen und slavischen) Wörter orientalischen Ursprungs, 1927 (= Indogermanische Bibliothek, 2. Reihe Wörterbücher Band 3)

### Nichtindoeuropäische Sprachen
- Thomas D. Burrows, Murray Barnson Emeneau: A Dravidian etymological dictionary (DED), 2. Auflage. Munshirm Manoharlal / Clarendon Press, Oxford 1984 (1. Auflage 1961).
- Károly Rédei (Herausgeber): Uralisches etymologisches Wörterbuch (UEW). 3 Bände. Akadémiai Kiadó, Budapest; Harrassowitz, Wiesbaden 1986–1991
- Axel Schuessler: ABC etymological dictionary of Old Chinese. University of Hawaii Press, Honolulu 2007
- Sergei Starostin u. a.: Etymological dictionary of the Altaic languages. Brill, Leiden/Boston 2003

Türkisch
- Sevan Nişanyan: Sözlerin soyağacı. çağdaş Türkçenin etimolojik sözlüğü. Adam, Beyoğlu (Istanbul) 2002.
- Gerard Leslie Makins Clauson: An etymological dictionary of pre-thirteenth-century Turkish. Oxford University Press, London 1972.

Ungarisch
- Lajos Kiss: A földrajzi nevek etimológiai szótára (= Ein etymologisches Wörterbuch der Ortsnamen). 2 Bände, Akadémiai Kiadó, Budapest 1970–1980 (2. überarbeitete Auflage 1980)
- András Róna-Tas / Árpád Berta: West Old Turkic. Turkic loanwords in Hungarian. 2 Bände. Harrassowitz, Wiesbaden 2011.
- István Tótfalusi: Magyar etimológiai nagyszótár. Arcanum Adatbázis, Budapest 2001.
- Gábor Zaicz: Etimológiai szótár. Magyar szavak és toldalékok eredete (= Etymologisch Wörterbuch. Der Ursprung ungarischer Wörter und Affixe), 2. Auflage. Tinta Könyvkiadó, Budapest 2021 (1. Auflage 2006)